# Adam Sandler
Adam Richard Sandler (* 9. září 1966 New York) je americký komik, herec, muzikant, scenárista a filmový producent.
Mezi jeho nejznámější role patří Bobby Boucher ve Vodonošovi, Sonny Koufax ve Velkém tátovi, Longfellow Deeds v Mr. Deeds – Náhodný milionář, účastník Kurzu sebeovládání apod. Diváci ho mají především za představitele hlavních hrdinů rodinných komedií sršících prvoplánovým humorem, ve kterých hraje a některé i produkuje. První vážnější roli si zkusil ve filmu Opilí láskou režiséra Paula Thomase Andersona z roku 2002.

## Mládí
Narodil se v Brooklynu v New Yorku, jako syn Stanleyho, elektrotechnika a Judy Sandlerové, učitelky v mateřské škole. Pochází ze židovské rodiny a jeho předkové jsou imigranti z Ruska. Když mu bylo pět let, jeho rodina se přestěhovala do Manchesteru v New Hampshire, kde navštěvoval Manchester Central High School. Zjistil že je přirozeným komikem a po nějaký čas se živil na Newyorské univerzitě pravidelným vystupováním v klubech a kampusech. V roce 1988 absolvoval NYU's Tisch School of the Arts. Píseň "Lunchlady Land" z jeho debutového alba They're All Gonna Laugh at You! je věnována Emalee, lunchlady (obědové dámě) v Hayden Dining Hall na Newyorské univerzitě.

## Osobní život
Dne 22. června 2003 si vzal herečku Jacqueline Samantha Titoneovou. V roce 2000 Titoneová konvertovala k Sandlerově náboženství, judaismu. Pár má dvě dcery: Sadie Madison Sandler (* 2006) a Sunny Madeline Sandler (* 2008). Sandler žije se svou rodinou v Los Angeles.

## Dobročinnost
V roce 2007 vydělal milion dolarů, které daroval organizaci zajišťující mimoškolní aktivity mládeže Boys and Girls Club v jeho rodném městě Manchesteru v New Hampshire. Stejný rok daroval 2.100 amerických dolarů na prezidentskou kampaň republikánského kandidáta Rudyho Giulianiho.

## Filmografie
| Rok  | Název                                     | Role                            | Poznámky |
| ---- | ----------------------------------------- | ------------------------------- | --- |
| 1988 | Holky na obzoru                           | Schecky Moskowitz               | také scenárista |
| 1992 | Klaun Shakes                              | Dink the Clown                  | |
| 1993 | Šišouni v New Yorku                       | Carmine                         | |
| 1994 | Rockeři                                   | Pip                             | |
| 1994 | Blázni a poloblázni                       | Louie                           | |
| 1995 | Billy Madison                             | Billy Madison                   | také scenárista Nominace - Filmová cena MTV v kategorii Nejlepší herec - komedie |
| 1996 | Rivalové                                  | Happy Gilmore                   | také scenárista Filmová cena MTV v kategorii Nejlepší souboj (s Bobem Barkerem) Nominace - Filmová cena MTV v kategorii Nejlepší herec - komedie |
| 1996 | Střelený                                  | Archie Moses                    | |
| 1998 | Píseň pro nevěstu                         | Robbie Hart                     | Filmová cena MTV v kategorii Nejlepší filmový polibek (s Drew Barrymoreovou) Nominace - Filmová cena MTV v kategorii Nejlepší filmová dvojice (s Drew Barrymoreovou) Nominace - Filmová cena MTV v kategorii Nejlepší herec - komedie |
| 1998 | Špinavá práce                             | Satan                           | |
| 1998 | Vodonoš                                   | Robert "Bobby" Boucher Jr.      | Filmová cena MTV v kategorii Nejlepší herec - komedie Nomince - Zlatá malina v kategorii Nejhorší herec |
| 1999 | Velký táta                                | Sonny Koufax                    | také producent a scenárista Filmová cena MTV v kategorii Nejlepší herec - komedie People's Choice Award v kategorii Nejlepší herec - komedie Zlatá malina v kategorii Nejhorší herec Nomince - Zlatá malina v kategorii Nejhorší scénář |
| 1999 | Deuce Bigalow: Male Gigolo                | Robert Justin (hlas)            | také producent |
| 2000 | Malý Nicky – Satan Junior                 | Nicky                           | také producent a scenárista Nomince - Zlatá malina v kategorii Nejhorší scénář Nomince - Zlatá malina v kategorii Nejhorší herec |
| 2001 | Zvíře                                     | Townie                          | také producent |
| 2001 | Špinavej Joe                              | –                               | producent |
| 2002 | Mr. Deeds – Náhodný milionář              | Longfellow Deeds                | také producent Nickelodeon Kids' Choice Award v kategorii Nejlepší filmový herec Nomince - Zlatá malina v kategorii Nejhorší herec Nominace - Teen Choice Award v kategorii Nejlepší herec - komedie |
| 2002 | Opilí láskou                              | Barry Egan                      | Nominace - Zlatý Glóbus v kategorii Nejlepší herec - muzikál/komedie Nominace - Filmová cena MTV v kategorii Nejlepší herec - komedie Nominace - Filmová cena MTV v kategorii Nejlepší polibek (s Emily Watson) |
| 2002 | Osm bláznivých večerů                     | Davey Stone (hlas)              | také producent a scenárista Nickelodeon Kids' Choice Award v kategorii Nejlepší hlas z animovaného filmu Nomince - Zlatá malina v kategorii Nejhorší herec |
| 2002 | Pán převleků                              | –                               | producent |
| 2002 | A Day with the Meatball                   | sám sebe                        | |
| 2002 | Žába k zulíbání                           | Mambuza Bongo Guy               | také producent |
| 2003 | Kurs sebeovládání                         | Dave Buznik                     | také producent Nominace - Teen Choice Award v kategorii Nejlepší herec - komedie |
| 2003 | Pauly Shore Is Dead                       | sám sebe                        | |
| 2003 | Stupidity                                 | sám sebe                        | |
| 2003 | Velké dítě Dickie Roberts                 | –                               | producent |
| 2003 | The Couch                                 | Kluk testující gauč             | |
| 2004 | 50× a stále poprvé                        | Henry Roth                      | Filmová cena MTV v kategorii Nejlepší filmová dvojice (s Drew Barrymoreovou) People's Choice Award v kategorii Nejlepší filmová dvojice Teen Choice Award v kategorii Nejlepší herec - komedie |
| 2004 | Španglicky snadno a rychle                | John Clasky                     | |
| 2005 | Trestná lavice                            | Paul Crewe                      | Nominace - Filmová cena MTV v kategorii Nejlepší herec - komedie Nominace - Teen Choice Award v kategorii Nejlepší herec - komedie |
| 2005 | Deuce Bigalow: Evropský gigolo            | Javier Sandooski                | také producent |
| 2006 | Klik – život na dálkové ovládání          | Michael Newman                  | Nominace - Filmová cena MTV v kategorii Nejlepší herec - komedie Nominace - Teen Choice Award v kategorii Nejlepší herec - komedie Nominace - Teen Choice Award v kategorii Nejlepší filmová chemie Nominace - Teen Choice Award v kategorii Nejlepší výbuch vzteku |
| 2006 | (J)elita ze střídačky                     | –                               | producent |
| 2006 | Král videoher                             | –                               | producent |
| 2007 | Volání o pomoc                            | Charlie Fineman                 | |
| 2007 | Když si Chuck bral Larryho                | Charles "Chuck" Levine          | také producent Nominace - Filmová cena MTV v kategorii Nejlepší herec - komedie Nomince - Zlatá malina v kategorii Nejhorší herec Nomince - Zlatá malina v kategorii Nejhorší filmový pár Nomince - Zlatá malina v kategorii Nejhorší film |
| 2008 | Zohan: Krycí jméno Kadeřník               | Zohan Dvir                      | také producent a scenárista |
| 2008 | Domácí mazlíček                           | –                               | producent |
| 2008 | Skandály ze života zvířat                 | –                               | producent |
| 2008 | Pohádky na dobrou noc                     | Skeeter Bronson                 | People's Choice Award v kategorii Nejlepší vtipná hvězda -herec Nominace - Nickelodeon Kids' Choice Award v kategorii Nejlepší filmový herec |
| 2009 | Komici                                    | George Simmons                  | |
| 2009 | The Shortcut                              | –                               | producent |
| 2009 | Policajt ze sámošky                       | –                               | producent |
| 2010 | Machři                                    | Lenny Feder                     | také producent a scenárista |
| 2011 | Zkus mě rozesmát                          | Dr. Daniel "Danny" Maccabee     | Teen Choice Award v kategorii Nejlepší filmová chemie Nominace - Filmová cena MTV v kategorii Nejlepší herec - komedie Nominace - Zlatá malina v kategorii Nejhorší filmová dvojice Nominace - Teen Choice Award v kategorii Nejlepší herec - romantická komedie |
| 2011 | Ošetřovatel                               | malpa jménem Donald (hlas)      | |
| 2011 | Bucky Larson: Born to Be a Star           | –                               | producent a scenárista Nominace - Zlatá malina v kategorii Nejhorší scénář Nominace - Zlatá malina v kategorii Nejhorší předělávka, sequel, prequel, rip-off |
| 2011 | Jack a Jill                               | Jack Sadelstein/Jill Sadelstein | také producent a scenárista Nickelodeon Kids' Choice Award v kategorii Nejlepší filmový herec Zlatá malina v kategorii Nejhorší herec Zlatá malina v kategorii Nejhorší film Zlatá malina v kategorii Nejhorší herečka Zlatá malina v kategorii Nejhorší dvojice Zlatá malina v kategorii Nejhorší scénář Zlatá malina v kategorii Nejhorší předělávka Zlatá malina v kategorii Nejhorší obsazení |
| 2012 | Můj otec je šílenec                       | Donny Berger                    | také producent Zlatá malina v kategorii Nejhorší herec Nominace - Teen Choice Award v kategorii Nejlepší letní filmová hvězda - herec Nominace - Zlatá malina v kategorii Nejhorší obsazení Nominace - Zlatá malina v kategorii Nejhorší dvojice Nominace - Zlatá malina v kategorii Nejhorší film                                                                                                |
| 2012 | Here Comes the Boom                       | –                               | producent |
| 2012 | Hotel Transylvánie                        | Drákula (hlas)                  | Nickelodeon Kids' Choice Award v kategorii Nejlepší hlas z animovaného filmu Nominace - People's Choice Award v kategorii Nejlepší hlas z animovaného filmu |
| 2013 | Machři 2                                  | Lenny Feder                     | také producent a scenárista Nickelodeon Kids' Choice Award v kategorii Nejlepší filmový herec Nominace - Zlatá malina v kategorii Nejhorší film Nominace - Zlatá malina v kategorii Nejhorší předělávka Nominace - Zlatá malina v kategorii Nejhorší dvojice Nominace - Zlatá malina v kategorii Nejhorší scénář Nominace - Zlatá malina v kategorii Nejhorší herec                               |
| 2013 | Three Mississippi                         | –                               | |
| 2014 | Dovolená za trest                         | Jim Friedman                    | také producent Nominace - Teen Choice Award v kategorii Nejlepší filmový herec - komedie Nominace - Zlatá malina v kategorii Nejhorší herec |
| 2014 | Muži, ženy a děti                         | Don Truby                       | |
| 2014 | Pět nejlepších                            | Sám sebe                        | |
| 2014 | Švec                                      | Max Simkin                      | Nominace - Zlatá malina v kategorii Nejhorší herec Nominace - Zlatá malina v kategorii Nejhorší dvojice |
| 2015 | Hotel Transylvánie 2                      | Drákula (hlas)                  | také producent a scenárista |
| 2015 | Pixely                                    | Sam Brenner                     | také producent Nominace - Zlatá malina v kategorii Nejhorší herec Film - Zlatá malina v kategorii Nejhorší film |
| 2015 | Šest směšných                             | Tommy "Bílý nůž" Stockburn      | také producent a scenárista |
| 2015 | Policajt ze sámošky 2                     | –                               | producent Nominace - Zlatá malina v kategorii Nejhorší předělávka, sequel, prequel, rip-off |
| 2015 | I Am Chris Farley                         | Sám sebe                        | |
| 2016 | Reparát                                   | Max Kessler                     | také producent |
| 2017 | Meyerowitzovic historky (nový výběr)      | Danny Meyerowitz                | |
| 2017 | Sandy Wexler                              | Sandy Wexler                    | také producent a scenárista |
| 2017 | Mazlíček                                  | Drákula (hlas)                  | krátkometrážní film |
| 2018 | The Week Of                               | Kenny Lustig                    | také producent a scenárista |
| 2018 | Adam Sandler 100% Fresh                   | Sám sebe                        | také producent a scenárista |
| 2018 | Hotel Transylvánie 3: Příšerózní dovolená | Drákula (hlas)                  | také producent a scenárista |
| 2019 | Vražda na jachtě                          | Nick Spitz                      | také producent |
| 2019 | Drahokam                                  | Howard Ratner                   | |
| 2020 | Hubieho Halloween                         | Hubie Dubois                    | |
| 2020 | Goldman v Silverman                       | Rod Goldman                     | |
| 2021 | Hotel Transylvánie: Transformánie         | Drákula (hlas)                  | |
| 2021 | Hustle                                    | Stanley Sugerman                | |
| 2023 | Vražda v Paříži                           | Nick Spitz                      | |
| 2023 | You Are So Not Invited To My Bat Mitzvah  | Danny Friedman                  | |
| 2024 | Kosmonaut z Čech                          | Jakub Procházka                 | |
| 2025 | Rivalové 2                                | Happy Gilmore                   | |